# Welcome to the Infant Freebase
Welcome to the Infant Freebase är det svenska rockbandet The Soundtrack of Our Lives debutalbum från 1996. Det var först meningen att albumet skulle bli en dubbelskiva, men skivbolaget tillät inte det.
Albumet blev som bäst sjua på den svenska albumlistan. Skivan rankades av Sonic Magazine i juni 2013 som det 8:e bästa svenska albumet någonsin.

## Låtlista
1. "Mantra Slider" - 6:38
2. "Firmament Vacation (A Soundtrack of Our Lives)" - 4:39
3. "Underground Indian" - 4:03
4. "Chromosome Layer" - 2:57
5. "Instant Repeater '99" - 4:42
6. "Embryonic Rendezvous" - 4:12
7. "Four Ages (Part II)" - 3:56
8. "Grand Canaria" - 2:39
9. "Endless Song" - 4:08
10. "Confrontation Camp" - 4:55
11. "Blow My Cool" - 2:31
12. "Senior Breakdown" - 0:27
13. "Bendover Babies" - 2:45
14. "The Homo Habilis Blues" - 3:00
15. "For Good" - 2:47
16. "Magic Muslims" - 2:30
17. "Rest In Piece" - 3:21
18. "Retro Man" - 5:31
19. "Theme from Hållö" - 1:28
20. "Legend In His Own Mind" - 2:53